# West ('s-Hertogenbosch)
West é um bairro do município de 's-Hertogenbosch. Ele tem 11,03 quilômetros quadrados e 20 010 habitantes (2008). O nome "West" (em português: Oeste) tem a ver com a localização geográfica do bairro em relação ao centro da cidade de 's-Hertogenbosch.
O bairro é constituído dos seguintes distritos:
1. Boschveld
2. De Kruiskamp
3. De Moerputten
4. De Rietvelden-Oost
5. De Rietvelden-West
6. De Schutskamp
7. Deuteren
8. Ertveld
9. Paleiskwartier
10. Veemarktkwartier
11. Willemspoort